# 都担
都担（7世纪？—714年），唐朝西突厥首领，或为胡禄屋部酋长。
唐睿宗景云二年（711）后突厥可汗默啜击破突骑施，杀娑葛，西突厥十姓部落无主。都担乘机收集西突厥余众，改臣后突厥，不再服从唐朝号令。唐玄宗开元二年（714年）二月，据碎叶川（今楚河）反唐，自称贺腊毗伽可汗。三月，唐朝北庭大都护、碛西节度使阿史那献统兵西征，攻克碎叶等镇。都担被擒杀，斩首传京都，其部落二万余帐（一作三万帐）降附唐朝。其政权存在约四年（711年—714年）。